# Nikoklia
Nikoklia, auch Nikokleia (griechisch Νικόκλεια), ist eine Gemeinde im Bezirk Paphos in der Republik Zypern. Bei der Volkszählung im Jahr 2021 hatte sie 132 Einwohner.

## Name
Einer Version zufolge trägt Nikoklia den Namen von Nikokles, dem letzten König des antiken Königreichs Paphos, aber es ist möglich, dass es den Namen eines anderen Nikokles, der Ländereien in der Gegend hatte, oder eines Nikokleia annahm.

## Lage und Umgebung

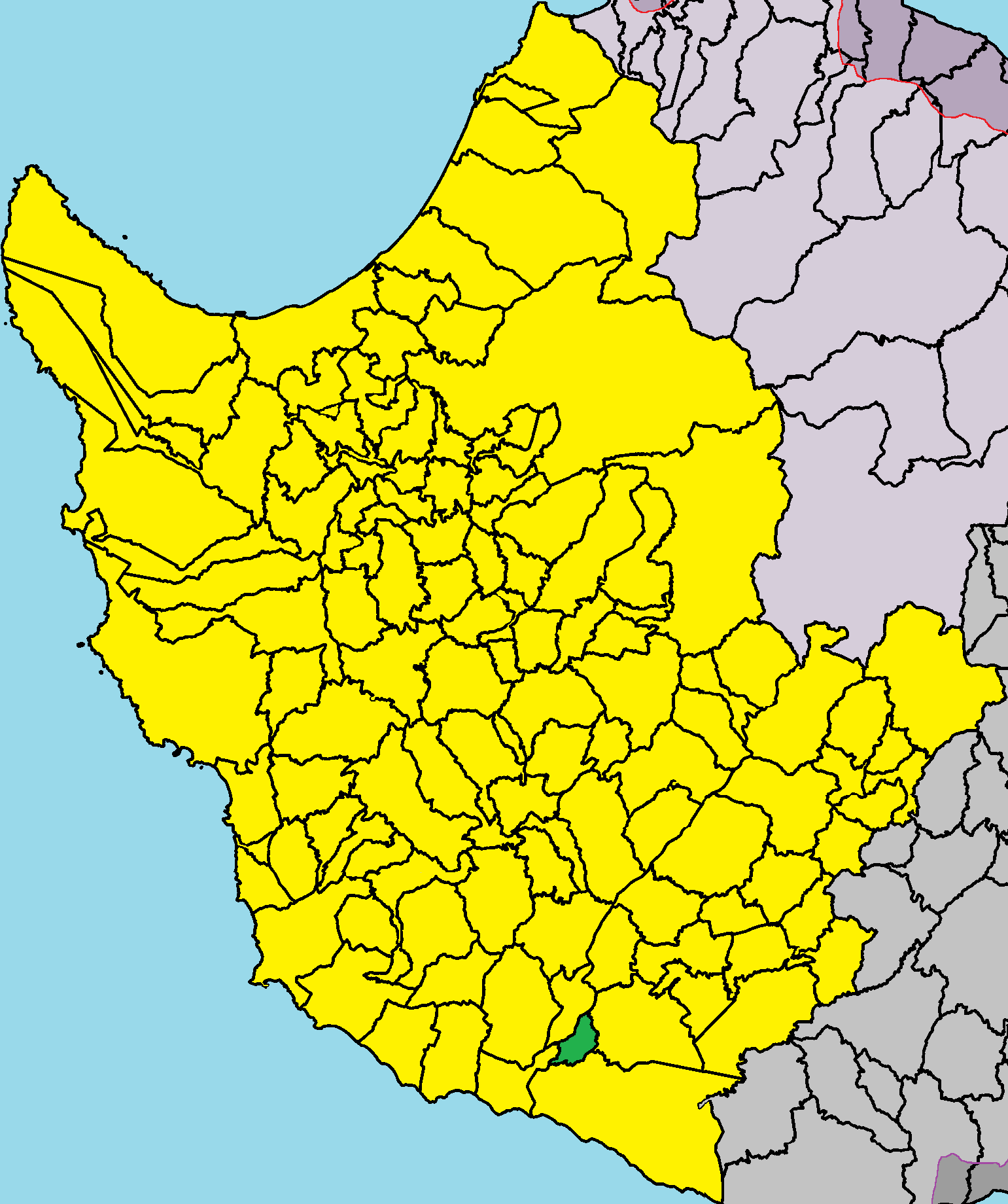
Lage im Bezirk Paphos

Nikoklia liegt im Südwesten der Mittelmeerinsel Zypern auf einer Höhe von etwa 90 Metern, etwa 20 Kilometer südöstlich von Paphos, 55 Kilometer westlich von Limassol und 138 Kilometer südwestlich von Nikosia. Das 2,89863 Quadratkilometer große Dorf grenzt im Norden an Finikas, im Osten an Souskiou, im Süden an Kouklia und im Westen an Mandria. Das Dorf kann über die Straßen F616 und F617 erreicht werden.
Die durchschnittliche jährliche Niederschlagsmenge beträgt rund 430 Millimeter. In der Umgebung werden Weinreben, Zitrusfrüchte, Hülsenfrüchte (Kichererbsen und Bohnen), Erdnüsse, Getreide, Hülsenfrüchte, Gemüse (Kartoffeln und Zwiebeln), Johannisbrot und einige Oliven angebaut. Geologisch betrachtet wird das Gemeindegebiet von den Ablagerungen der Pachnas-Formation (wechselnde Schichten aus Kreiden, Mergeln und Sandsteinen), den Ablagerungen der Lefkara-Formation (Kreiden, Mergel und Keratolithen) und dem Schwemmland der Terrassen dominiert. Auf diesen Gesteinen entwickelten sich kalkhaltige Böden und Terra rossa.

## Geschichte
Nikoklia wird in mittelalterlichen Quellen nicht erwähnt. Vielleicht war es während der fränkischen Zeit nur Teil eines großen Herrenhauses war. Das könnte das Herrenhaus von Kouklia gewesen sein, das laut Louis de Mas Latrie ein großes königliches Anwesen war, auf dem hauptsächlich Zuckerrohr angebaut wurde.
Das Dorf liegt nahe der antiken Stadt Palaipafos. Es wurden Steine und andere architektonische Elemente zerstörter Gebäude aus der Gegend von Palaipafos für den Bau von Gebäuden in Nikoklia verwendet. So wurden beispielsweise in der Dorfkirche Agios Dimitrios antike Inschriften gefunden.

### Bevölkerungsentwicklung
Die folgende Tabelle zeigt die Bevölkerung des Dorfes, wie sie in den in Zypern durchgeführten Volkszählungen erfasst wurde.
| Jahr      | 1881 | 1891 | 1901 | 1911 | 1921 | 1931 | 1946 | 1960 | 1976 | 1982 | 1992 | 2001 | 2011 | 2021 |
| Einwohner | 73   | 48   | 65   | 72   | 79   | 107  | 133  | 139  | 116  | 92   | 74   | 105  | 121  | 132  |